# N-II
L'N-II o N-2 era un razzo derivato dall'americano Delta, prodotto su licenza in Giappone in sostituzione del razzo N-I.

## Caratteristiche
Il razzo era composto da un primo stadio Thor-ELT, un secondo stadio Delta-F, nove razzi ausiliari Castor SRM e, sulla maggior parte dei lanci, uno stadio superiore Star-37E o Burner-2, identico alle configurazioni della serie Delta 0100 degli Stati Uniti. 

Ne furono lanciati otto, tra il 1981 e il 1987, prima che venisse sostituito dall'H-I  il quale presentava uno stadio superiore di produzione giapponese.

## Storia
Il razzo N-II, come il precedente razzo N-I, è stato sviluppato con la politica di acquisire gradualmente la tecnologia, importando un prodotto finito prevalentemente all'estero (in questo caso il razzo N-I) e sviluppandola ulteriormente in Giappone e producendolo in casa. Questo metodo ha il vantaggio di essere in grado di acquisire la tecnologia americana in modo efficiente ed ottenere in breve tempo un prodotto utilizzabile, sebbene ci siano alcuni effetti negativi come la necessità dell'autorizzazione americana al momento del lancio, mentre parte delle tecnologie, rimanendo segreti militari o industriali, non possono essere gestite e apprese dalla nazione utilizzatrice rimanendo in una sorta di "scatola nera".
Nel 1974 (Showa 49), fu deciso l'avvio del programma di miglioramento dei razzi N-I  al fine di rispondere alla crescente domanda di satelliti artificiali. Il razzo N-II fu designato come successore potenziato del razzo N-I e lo sviluppo iniziò nell'ottobre 1976 (Showa 51).
Inizialmente, è stato pianificato di migliorare la capacità di lancio potenziando le prestazioni del LE-3, un motore di secondo stadio che era stato introdotto al momento dello sviluppo del missile N-I e di produzione nazionale. A causa della mancanza di sufficiente esperienza tecnologica, si è però deciso di continuare ad utilizzare la tecnologia del razzo Delta per garantire la capacità di inviare un satellite di 350 kg in orbita geostazionaria (GEO). Il motore del secondo stadio è stato comunque realizzato con una versione migliorata del motore del secondo stadio (AJ10-118F) utilizzato nel razzo Delta americano. In questo modo, con il razzo N-II, si è unito al prodotto concesso in licenza dagli Stati Uniti un prodotto knockdown prodotto dal Giappone, con un tasso di produzione nazionale dell'intero razzo quindi che dal 53% del predecessore è passato al 56% nel N-II.
Il successore fu il razzo H-I, che volò per la prima volta nel 1986.

## Lanci
Sono stati effettuati in totale 8 lanci tutti con successo.
| Data (UTC)       | Volo  | Orbita | Carico utile | Risultato | # |
| ---------------- | ----- | ------ | ------------ | --------- | - |
| 11.02.1981 08:34 | 7(F)  | MEO    | ETS-4        | Riuscito  | 1 |
| 10.08.1981 20:03 | 8(F)  | GTO    | GMS-2        | Riuscito  | 2 |
| 04.02.1983 08:37 | 10(F) | GTO    | CS-2A        | Riuscito  | 3 |
| 05.08.1983 08:37 | 11(F) | GTO    | CS-2B        | Riuscito  | 4 |
| 23.01.1984 07:58 | 12(F) | GTO    | BS-2A        | Riuscito  | 5 |
| 02.08.1984 20:30 | 13(F) | GTO    | GMS-3        | Riuscito  | 6 |
| 12.02.1986 07:55 | 14(F) | GTO    | BS-3B        | Riuscito  | 7 |
| 19.02.1987 07:23 | 16(F) | LEO    | MOS-1        | Riuscito  | 8 |